# Сикейра, Лусиано
Лусиано Сикейра де Оливейра (порт.-браз. Luciano Siqueira de Oliveira; 3 декабря 1975, Рио-де-Жанейро) — бразильский футболист, правый полузащитник. Долгое время играл под именем Эриберто Консейсан да Силва (порт.-браз. Eriberto Conceição da Silva). Большую часть карьеры провёл в итальянском клубе «Кьево».

## Карьера
Родился в бедной семье. Начал карьеру в любительском клубе «Боа Эсперанза». В этой команде его заметили, и он перешёл в «Палмейрас», в основном составе которого дебютировал в 1997 году. Несмотря на выступления в основе команды, Сикейра получал маленькую заработную плату, и его мечтой стало переехать в Европу, где он бы смог заработать денег. В 1998 году агент футболиста нашёл ему возможность переехать в Италию. Чтобы трансфер состоялся, были подделаны документы на имя Эриберто Консейсана да Силвы, являвшимся игроком дубля «Палмейраса», бывшего на 3 года младше (Эриберто родился 21 января 1979 года) и имевшего итальянских предков.
В июле 1998 года Лусиано, под именем Эриберто, перешёл в «Болонью», которая заплатила за трансфер бразильца 5 млрд лир. В «Болонье» Лусиано не часто попадал в состав, проведя за 2 сезона лишь 33 игры. 9 января 2000 года Сикейра был задержан полицией за вождение в нетрезвом виде по встречной полосе движения.
В июле 2000 года Лусиано перешёл в «Кьево», заплативший за 50% прав на игрока 2 млрд лир. В составе «Кьево» Лусиано быстро стал игроком основного состава и в первом же сезоне помог клубу выйти в серию А. В сезоне 2001/02 «Кьево» выкупил трансфер хавбека за 2,5 млрд лир. В том же сезоне он стал частью команды, прозванное «Чудесное Кьево», за то, что выйдя в серию А, клуб сразу занял в высшем итальянском дивизионе 5-е место.
Летом 2002 года Лусиано был разоблачён бразильскими СМИ, которым всё рассказал агент, вымогавший у Лусиано деньги и их не получивший. Он был вынужден во всём признаться. 20 сентября 2002 года комиссия ФИФА отстранила Лусиано от всех международных соревнований на 7 месяцев и оштрафовала игрока на 160 тыс. евро. Из-за этого не состоялся переход бразильца в римский «Лацио». Зимой удалось уменьшить срок дисквалификации за 100 евро, пошедших на благотворительные цели, и 24 января Лусиано вновь появился на поле. В следующем сезоне Лусиано был арендован миланским «Интернационале», за который провёл 5 матчей. После этого он вернулся в состав «Кьево».
16 января 2007 года Лусиано был дисквалифицирован на 3 игры за удар соперника после матче с «Катанией».
19 сентября 2010 года Лусиано получил травму прямой мышцы бедра и выбыл из строя на 2 месяца.

## Достижения
- Победитель Серии B (1): 2007/08